# Al-Harawijja
Al-Harawijja (arab. الحراوية) – wioska w Jordanii, w muhafazie Irbid.

## Położenie
Al-Harawijja położona jest w depresji Doliny Jordanu, na północy Jordanii. Leży w otoczeniu pól uprawnych na wschodnim brzegu rzeki Jordan. W pobliżu znajdują się wioski Al-Dżasura, Az-Zimalijja i Al-Maszarika.
W odległości około 200 metrów na zachód od wioski przebiega granica jordańsko-izraelska. Na południowy zachód od wioski znajduje się przejście graniczne Rzeka Jordan. Po stronie izraelskiej znajdują się kibuce Chamadja, Ma’oz Chajjim i Kefar Ruppin.